# Капустенці
Капустенці (до 2009 — Капустинці) — село в Україні, у Прилуцькому районі Чернігівської області. Населення становить 12 осіб. Входить до складу Сухополов'янської сільської громади.

## Історія
Відсутнє в списку Прилуцької сотні Каталогу населених пунктів Лівобережної України 50-х рр. XVIII ст. Отже виникло наприкінці 18 - на початку 19 ст.
Хутір Капустенці був приписаний до  церкви Михаїла в Маціївці.
Найдавніше знаходження на мапах — 1826-1840 роки як Капустница.
У 1862 році на хуторі володарському та козачому Капустенці було 11 дворів, де жило 274 особи.
У 1911 році на хуторі Капустинці жило 159 осіб. 1926 року - 213 жителів.
До 2019 року орган місцевого самоврядування — Замостянська сільська рада.

## Населення

### Мова
Розподіл населення за рідною мовою за даними перепису 2001 року:
| Мова       | Кількість | Відсоток |
| ---------- | --------- | -------- |
| українська | 12        | 100%     |